# Octoban

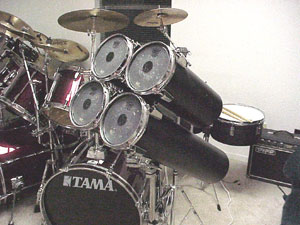
Eine Gruppe von vier Octobans

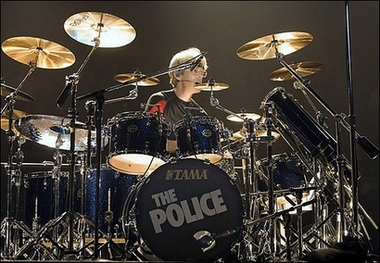
Stewart Copeland (2008) an seinem Set. Octobans sind im Verhältnis zu ihrem Durchmesser die längsten Toms, rechts im Bild

Ein Octoban ist ein Satz mit bis zu 24 im Umfang von zwei Oktaven gestimmten, den Bongos ähnlichen, einfelligen Röhrentrommeln und wird als Melodie- oder Begleitinstrument eingesetzt. Der Klang fügt sich in den anderer gestimmter Perkussionsinstrumente wie der Marimba gut ein, er ist dumpfer, tiefer und nicht so genau gestimmt. Das Octoban geht auf einen in den 1950er Jahren in den USA entwickelten Trommelsatz aus Bambusröhren zurück, der unter dem Namen Boobam bekannt wurde. 

## Besetzungsbeispiele
- Hans Werner Henze Heliogabalus Imperator: Mit unter anderem Flöten, Trompeten, Klarinetten, Fagott, Marimba, Marimbula (oder Gitarre oder per Hand gezupfte Klaviersaiten), Fingerzimbeln, japanische Tempelglocke (groß), Vogellockruf (sehr hoch); Boo-bam (oder Marimba mit Dämpfer). Trinidad steel drum, Kastagnetten, Glockenspiel, Vogellockruf (hoch), chinesische Becken, 4 Kuhglocken, Vogellockruf (mittel); Donnerblech Sarna bell. Vogellockruf (tief); Trommeln, Harfe, Streicher.
- Der falsche Prinz. Musiktheater für Kinder nach dem Märchen von Wilhelm Hauff von Jens-Peter Ostendorf. Mit u. a. Flöten, Englischhorn, Saxophon, Klarinette, Perkussion: Bongos, Holzbläser, 2 Tempelblocks, kleine Trommel, 3 Tomtoms, Vibraphon, große Trommel, Hi-hat, Röhrenglocken, großes Tam-tam, Boo-bam, Marimba, Vibraphon, 4 Tomtoms, 2 Holzbläser, große Tam-tam., Bk, hg.Bk, kl.Tr, Maracas, Bongo, großes Tam-tam, Keyboard, Va, Vc
- Bobby Hutcherson: Solo Quartet, Contemporary, "Gotcha", mit Boo-bam, Marimba, Bassmarimba, Xylophon, Vibraphon und Glockenspiel.

Populäre Schlagzeuger, die unter anderem Octobans in ihrem Schlagzeug-Set verwenden, sind Simon Phillips (Toto) und Stewart Copeland (The Police).